# Placid
A Placid latin eredetű férfinév, jelentése: szelíd, csendes, békés.  Női párja: Placida.

## Gyakorisága
Az 1990-es években szórványos név, a 2000-es években nem szerepel a 100 leggyakoribb férfinév között.

## Névnapok
- július 11.[2]
- október 5.[2]

## Híres Placidok
- Plácido Domingo operaénekes
- Placid, a C. Arnal által megalkotott, majd Jacques Nicolaou által tovább vitt Placid és Muzo képregények egyik figurája.
- Olofsson Placid bencés szerzetes, tanár
- Lendvay Placid (1650 k. – 1699) bencés szerzetes, pannonhalmi főapát